# Marco Peduceu Priscino
Marco Peduceu Priscino (em latim: Marcus Peducaeus Priscinus) foi senador romano eleito cônsul em 110 com Sérvio Cornélio Cipião Salvidieno Orfito. 

## Biografia
Priscino veio de uma família republicana, a gente Peduceia, e era filho de Quinto Peduceu Priscino, cônsul em 93. Seu filho, Marco Peduceu Estloga Priscino, foi cônsul em 141. O único posto conhecido em sua carreira foi o de procônsul da Ásia entre 124 e 125.